# Патерсон, Стив
Стивен Уильям Патерсон (англ. Steven William Paterson; 8 апреля 1958) — шотландский футболист и футбольный тренер.

## Карьера игрока
Футбольную карьеру начал в шотландском клубе «Нэрн Каунти» из Лиги Хайленда. В 15-летнем возрасте сыграл за сборную Шотландии до 18 лет в матче против сверстников из Англии на стадионе «Олд Траффорд», где его игру отметили скауты «Манчестер Юнайтед». В июле 1974 года Патерсон стал игроком «Манчестер Юнайтед». В основном составе «Юнайтед» дебютировал 29 сентября 1976 года в матче против Кубка УЕФА против «Аякса», выйдя на замену Гордону Хиллу. Выступал за команду до 1980 года, проведя лишь 10 официальных матчей во всех турнирах, голов не забил.
В 1980 году стал игроком клуба «Шеффилд Юнайтед», но из-за травмы лодыжки, полученной в предсезонной игре, объявил о завершении карьеры. В следующем году восстановился от травмы, после чего играл за клуб «Баки Тисл» из Лиги Хайленда, затем выступал за «Гонконг Рейнджерс», шотландский «Нэрн Каунти», австралийский «Сидней Олимпик» и японский «Ёмиури» (став первым европейцем, сыгравшим в японском футбольном чемпионате).

## Тренерская карьера

### «Элгин Сити»
В 1988 году стал играющим тренером шотландского клуба «Элгин Сити» из Лиги Хайленда. Под его руководством команда в сезоне 1989/90  выиграла Лигу Хайленда, а также северный Кубок квалификации Шотландии и Кубок Северной Шотландии. В 1990 году Патерсон покинул команду из-за разногласий с руководством клуба по поводу заработной платы.

### «Хантли»
В 1990 году стал главным тренером клуба «Хантли», также выступавшем в Лиге Хайленда. Под его руководством команда дважды выигрывала чемпионат, а также дважды становилась обладателем Кубка лиги Хайленда, Кубка Абердиншира и северного Кубка квалификации Шотландии. В Кубке Шотландии «Хантли» под руководством Патерсона обыграл «Дамбартон».

### «Инвернесс Каледониан Тисл»
Летом 1995 года Патерсон возглавил клуб «Инвернесс Каледониан Тисл», выступавший в Третьем дивизионе шотландской Футбольной лиги. В этом клубе он провёл семь с половиной лет (клубный рекорд по длительности пребывания одного человека на этом посту). Под его руководством команда вышла из Третьего дивизиона в и 1996/97 в Первый дивизион шотландской Футбольной лиги и одержала громкие победы над «Селтиком»  и «Харт оф Мидлотиан» в Кубке Шотландии.
В ноябре 2002 года Патерсону предложили тренерский пост в «Данди Юнайтед», но он отказался.

### «Абердин»
11 декабря 2002 года Стив Питерсон был назначен главным тренером «Абердина».
Во время своего пребывания на посту главного тренера «красных» Патерсон злоупотреблял алкоголем. В марте 2003 года он не явился на домашний матч команды против «Данди» из-за похмелья, так как он пил всю ночь накануне матча.
По окончании сезона 2003/04, который «Абердин» завершил на предпоследнем 11-м месте, Патерсон был уволен.

### «Форрес Миканикс»
В 2004 году Питерсон возглавил клуб Лиге Хайленда «Форрес Миканикс». Выиграл с командой Кубок Северной Шотландии и Кубок Инвернесса.

### «Питерхед»
30 октября 2006 года был назначен главным тренером клуба «Питерхед». В январе 2008 года был уволен с этого поста.

### Возвращение в «Хантли»
В 2010 году Патерсон вернулся в «Хантли», но уже в следующем году покинул пост главного тренера.

### «Формантин Юнайтед»
В марте 2011 года ушёл из «Хантли» и возглавил клуб «Формантин Юнайтед». В 2014 году помог команде выиграть Кубок Абердиншира.
Летом 2015 года покинул команду.

### «Дафтон»
В декабре 2015 года был назначен главным тренером клуба «Дафтон».

## Личная жизнь
В марте 2003 года Патерсон признался, что испытывает проблемы с алкогольной завимостью. В октябре 2008 года стало известно, что он потерял 1 млн фунтов на ставках.
В ноябре 2009 года вышла биография Патерсона под названием «Признания герой Хайленда» (англ. Confessions of a Highland Hero).

## Тренерская статистика
| Команда                   | Страна    | Начало работы | Завершение работы | Показатели | Показатели | Показатели | Показатели | Показатели | Показатели |
| Команда                   | Страна    | Начало работы | Завершение работы | И          | В          | Н          | П          | % побед    |            |
| ------------------------- | --------- | ------------- | ----------------- | ---------- | ---------- | ---------- | ---------- | ---------- | ---------- |
| Инвернесс Каледониан Тисл | Шотландия | Август 1995   | Декабрь 2002      | 329        | 147        | 92         | 90         | 044,68     |            |
| Абердин                   | Шотландия | Декабрь 2002  | Май 2004          | 68         | 23         | 13         | 32         | 033,82     |            |
| Питерхед                  | Шотландия | Октябрь 2006  | Январь 2008       | 51         | 17         | 10         | 24         | 033,33     |            |

- В статистику включены только матчи в Шотландской футбольной лиге.

## Достижения

### В качестве игрока
Ёмиури
- Чемпион Японской соккер-лиги (JSL): 1984[14]
- Обладатель Кубка Императора: 1984[14]
- Обладатель Суперкубка Японии: 1984[14]

### Тренерские достижения
Элгин Сити
- Чемпион Лиги Хайленда: 1989/90[15]
- Обладатель северного Кубка квалификации Шотландии: 1989/90[15]
- Обладатель Кубка Северной Шотландии: 1989/90[15]

Хантли
- Чемпион Лиги Хайленда: 1993/94, 1994/95[16][17]
- Обладатель Кубка лиги Хайленда: 1992/93, 1993/94[17]
- Обладатель Кубка Абердиншира: 1993/94, 1994/95[17]
- Обладатель северного Кубка квалификации Шотландии: 1992/93, 1994/95[17]

Инвернесс Каледониан Тисл
- Вице-чемпион Второго дивизиона: 1998/99[16]
- Чемпион Третьего дивизиона: 1996/97[16]
- Финалист Кубка вызова: 1999/2000[16]

Абердин
- Обладатель Кубка Абердиншира: 2002/03, 2003/04

Форрес Миканикс
- Обладатель Кубка Северной Шотландии: 2004/05
- Обладатель Кубка Инвернесса: 2005/06

Формантин Юнайтед
- Вице-чемпион Лиги Хайленда: 2012/13[18]
- Обладатель Кубка Абердиншира: 2013/14[19]

### Личные достижения
- Тренер месяца Третьего дивизиона шотландской Футбольной лиги: 1996/97[16]